# Wereldkampioenschap voetbal 2018 (Groep E) Brazilië - Zwitserland
Dit artikel gaat over de wedstrijd in de groepsfase in groep E tussen Brazilië en Zwitserland die gespeeld werd op zondag 17 juni 2018 tijdens het wereldkampioenschap voetbal 2018. Het duel was de elfde wedstrijd van het toernooi.

## Voorafgaand aan de wedstrijd
- Brazilië stond bij aanvang van het toernooi op de tweede plaats van de FIFA-wereldranglijst.[1]
- Zwitserland stond bij aanvang van het toernooi op de zesde plaats van de FIFA-wereldranglijst.[2]
- De confrontatie tussen de nationale elftallen van Brazilië en Zwitserland vond acht keer eerder plaats. Hiervan won Brazilië er drie, het werd driemaal gelijk en Zwitserland won twee keer.[3]
- Het duel vond plaats in het Rostov Arena in Rostov aan de Don. Dit stadion werd in 2017 geopend en heeft een capaciteit van 45.000.

## Wedstrijdgegevens[4]
| Datum                | 17 juni 2018                                                                                          | 17 juni 2018                                                                                          |
| Wedstrijdnummer      | 11 | 11 |
| Stadion              | Rostov Arena, Rostov aan de Don                                                                       | Rostov Arena, Rostov aan de Don                                                                       |
| Toeschouwers         | 43.109                                                                                                | 43.109                                                                                                |
| Scheidsrechter       | César Arturo Ramos                                                                                    | César Arturo Ramos                                                                                    |
| Assistenten          | Marvin Torrentera Miguel Hernández                                                                    | Marvin Torrentera Miguel Hernández                                                                    |
| Vierde official      | John Pitti                                                                                            | John Pitti                                                                                            |
| Videoscheidsrechters | Paolo Valeri Elenito Di Liberatore (assistent) Mauro Vigliano (assistent) Gianluca Rocchi (assistent) | Paolo Valeri Elenito Di Liberatore (assistent) Mauro Vigliano (assistent) Gianluca Rocchi (assistent) |
| Man van de wedstrijd | Philippe Coutinho                                                                                     | Philippe Coutinho                                                                                     |
|                      | Brazilië                                                                                              | Zwitserland                                                                                           |
| Doelpunten           | 1 | 1 |
| Gele kaarten         | 1 | 3 |
| Rode kaarten         | 0 | 0 |
| Wissels              | 3 | 3 |
| Schoten op doel      | 5 | 2 |
| Schoten naast doel   | 10 | 4 |
| Overtredingen        | 11 | 19 |
| Hoekschoppen         | 7 | 2 |
| Buitenspel           | 1 | 0 |
| Balbezit (%)         | 55 | 45 |

| Brazilië | 1 – 1           | Zwitserland |
| Philippe Coutinho 20' | goals (assists) | 50' Steven Zuber (Xherdan Shaqiri) |
| Tite | bondscoach      | Vladimir Petković |
| Alisson Danilo Thiago Silva Miranda Marcelo Paulinho 60' Casemiro 79' Philippe Coutinho Willian Gabriel Jesus 86' Neymar | opstellingen    | Yann Sommer 87' Stephan Lichtsteiner Fabian Schär Manuel Akanji Ricardo Rodríguez 71' Valon Behrami Blerim Džemaili Granit Xhaka Xherdan Shaqiri Steven Zuber 80' Haris Seferović |
| Fernandinho 60' Renato Augusto 67' Roberto Firmino 79'                                                                   | wissels         | 71' Denis Zakaria 80' Breel Embolo 87' Michael Lang |
| Casemiro 47' | gele kaarten    | 31' Stephan Lichtsteiner 65' Fabian Schär 68' Valon Behrami |
| | rode kaarten    | |